# Яїна Марія Миколаївна
Яїна Марія Миколаївна (25 січня 1982) — російська ватерполістка.
Учасниця Олімпійських Ігор 2004 року. Бронзова медалістка Чемпіонату світу з водних видів спорту 2003 року.